# 日下開山
日下開山（ひのしたかいさん、ひのしたかいざん）とは、現在の大相撲の最高位である横綱にあたると共に、横綱に相当する力士に与えられた名誉・称号としての呼称である。

## 日下開山が置かれていた時代の角界
元々相撲に限らず武道や芸事において人より秀でたものに対して自称なり他称なりで「天下一」と呼ぶ習慣が存在した。しかし江戸時代となって将軍のことを「天下様」と呼ぶようになり1682年（天和2年）、幕府は「天下一」の称号を使うことの禁令を発布し厳重に取り締まるようになった。
そこで相撲界においては仏教において新しい寺院を開いた僧に与えられる称号「開山」にちなんで「日下開山」の称号を使うようになった。
「日下開山」の号が文書に顕れるのは宝暦年間に書かれた「相撲鬼拳」に「明石志賀之助と申関取、高の有し日下開山とは是なり」とあるのが初出とされる。当時日下開山を名乗った力士は決して少なくなかったと考えられ、多くは自らの力を誇張するため「日下開山を許された」などと呼称したとされる。
文書・書籍等で記録の残る日下開山の称号を許された強豪力士としては上記明石の他、鎌倉十七、谷風丹右衛門、御用木無次右衛門、大木戸團右衛門、源氏山住右衛門、鞍馬山鬼市、物見山團蔵といった名前が挙げられる。ただし、これらの多くは自称であったと考えられており、歴代横綱として認定されているのは公式文書が遺る明石志賀之助のみである。

## 関連人物
- 明石志賀之助
- 綾川五郎次 (横綱)
- 丸山権太左衛門

## 関連用語
- 日本相撲協会
- 大相撲
- 相撲
- 角力
- 横綱
- 大関
- 看板大関
- 決まり手
- 親方
- 行司
- 呼び出し
- 力士